# Tipsport liga 2008
Zimní Tipsport liga 2008 je první ročník tohoto turnaje po změně názvu. Turnaj se koná mezi pátým a třiadvacátým lednem 2008 ve čtyřech městech České republiky a Slovenska. Turnaje se účastní 16 klubů zařazených do čtyř skupin.

## Pravidla
16 týmů hraje ve čtyřech skupinách stylem každý s každým jednou. Vítězové skupin postupují do semifinále, vítězové pak následně do finále, poražení do utkání o 3. místo. Vítěz si odnáší premii 300 000 Kč.

### Skupina A
Zápasy první skupiny se hrají na hřišti SK Slavia Praha v Edenu mezi dvanáctým a třiadvacátým lednem 2008. 
Účastní se jí týmy SK Slavia Praha, SK Dynamo České Budějovice, FK Marila Příbram a Bohemians 1905.
Zápasy:
- 12.1.08: Č.Budějovice - Příbram 2:4
- 13.1.08: Bohemians - Příbram 1:0
- 17.1.08: Slavia - Č.Budějovice 2:0
- 19.1.08: Slavia - Bohemians 1:1
- 20.1.08: Č.Budějovice - Bohemians 1:6
- 23.1.08: Příbram - Slavia 5:1 (utkání za Slavii odehrál B-tým)

Tabulka:
Tabulka
| Poř. | Tým                        | Z | V | R | P | VG | OG | B |
| ---- | -------------------------- | - | - | - | - | -- | -- | - |
| 1.   | Bohemians 1905             | 3 | 2 | 1 | 0 | 8  | 2  | 7 |
| 2.   | FK Marila Příbram          | 3 | 2 | 1 | 0 | 9  | 4  | 7 |
| 3.   | SK Slavia Praha            | 3 | 1 | 1 | 1 | 4  | 6  | 4 |
| 4.   | SK Dynamo České Budějovice | 3 | 0 | 0 | 3 | 3  | 12 | 0 |

### Skupina B
Zápasy této skupiny se hrají na hřišti Slavoje Vyšehrad v Praze a to mezi pátým a třiadvacátým lednem 2008.
V této skupině hrají týmy FK Jablonec 97, FK Dukla Praha, FC Viktoria Plzeň a FC Slovan Liberec.
Zápasy:
- 5.1.08: Jablonec - Dukla 4:0
- 9.1.08: Plzeň - Dukla 0:1
- 12.1.08: Jablonec - Plzeň 1:0
- 16.1.08: Dukla - Liberec 2:2
- 19.1.08: Liberec - Jablonec 2:1
- 23.1.08: Plzeň - Liberec 1:3

Tabulka:
| Poř. | Tým               | Z | V | R | P | VG | OG | B |
| ---- | ----------------- | - | - | - | - | -- | -- | - |
| 1.   | FC Slovan Liberec | 3 | 2 | 1 | 0 | 7  | 4  | 7 |
| 2.   | FK Jablonec 97    | 3 | 2 | 0 | 1 | 6  | 2  | 6 |
| 3.   | FK Dukla Praha    | 3 | 1 | 1 | 1 | 3  | 6  | 4 |
| 4.   | FC Viktoria Plzeň | 3 | 0 | 0 | 3 | 1  | 5  | 0 |

### Skupina C
Zápasy třetí skupiny se hrají na hřišti FK SIAD Most a to mezi pátým a třiadvacátým lednem 2008 a hrají v ní týmy FK Teplice, FK SIAD Most, SK Kladno a FK Ústí nad Labem. 
Zápasy:
- 5.1.08: Ústí - Teplice 0:4
- 8.1.08: Most - Kladno 0:4
- 12.1.08: Kladno - Teplice 0:1
- 20.1.08: Teplice - Most 0:0
- 20.1.08: Kladno - Ústí 1:0
- 23.1.08: Most - Ústí 1:0

Tabulka:
| Poř. | Tým               | Z | V | R | P | VG | OG | B |
| ---- | ----------------- | - | - | - | - | -- | -- | - |
| 1.   | FK Teplice        | 3 | 2 | 1 | 0 | 5  | 0  | 7 |
| 2.   | SK Kladno         | 3 | 2 | 0 | 1 | 5  | 1  | 6 |
| 3.   | FK SIAD Most      | 3 | 1 | 1 | 1 | 1  | 4  | 4 |
| 4.   | FK Ústí nad Labem | 3 | 0 | 0 | 3 | 0  | 6  | 0 |

### Skupina D
Zápasy poslední skupiny se poprvé v historii Tipsport cupu, popř. Tipsport ligy hrají mimo Česko a to v Bratislavě na hřišti Artmedie Petržalka a účastní se jí týmy FK Inter Bratislava, FC Artmedia Petržalka, 1. FC Brno a FC Spartak Trnava. Zápasy se hrají mezi šestým a dvaadvacátým lednem 2008.
Zápasy:
- 6.1.08: Petržalka - Brno 3:1
- 6.1.08: Trnava - Inter 3:0
- 10.1.08: Inter - Petržalka 0:2
- 12.1.08: Trnava - Brno 1:1
- 19.1.08: Brno - Inter 1:1
- 22.1.08: Artmedia - Trnava 3:1

Tabulka:
| Poř. | Tým                   | Z | V | R | P | VG | OG | B |
| ---- | --------------------- | - | - | - | - | -- | -- | - |
| 1.   | FC Artmedia Petržalka | 3 | 3 | 0 | 0 | 8  | 2  | 9 |
| 2.   | FC Spartak Trnava     | 3 | 1 | 1 | 1 | 5  | 4  | 4 |
| 3.   | 1. FC Brno            | 3 | 0 | 2 | 1 | 3  | 5  | 2 |
| 4.   | FK Inter Bratislava   | 3 | 0 | 1 | 2 | 1  | 6  | 1 |

### Semifinále
Do semifinále postoupily týmy Artmedie, Liberce, Teplic a Bohemians. Posledně jmenovaný tým však před vyvrcholením turnaje odjel na soustředění do Portugalska a tak jej v semifinále nahradila Příbram.
- FC Artmedia Petržalka - FK Teplice 0:0, 3:5 pen.
- FC Slovan Liberec - FK Marila Příbram 0:3

### o 3. místo
- FC Slovan Liberec - FC Artmedia Petržalka

### Finále
- FK Marila Příbram - FK Teplice 1:0